# オールナイトニッポン高校水泳部
オールナイトニッポン高校水泳部（オールナイトニッポンこうこうすいえいぶ）は、2006年8月28日から9月2日までのスペシャルウィーク中に実施された「オールナイトニッポン」1部の全曜日連動企画。映画「ラフ ROUGH」にちなんで作ったパーソナリティほぼ総出演のラジオドラマが全6話で放送され、各話ごとの内容にちなんだクイズの答えを全て書いて応募するとオールナイトニッポンプロデュースの世界にひとつだけのノートパソコンが当たるかもしれないとされた。主題歌は映画同様スキマスイッチの「ガラナ」。

## キャスト
- 落語研究会→水泳部員・昇太 - 春風亭昇太
- プール清掃員・上田 - 上田晋也（くりぃむしちゅー）
- 水泳部員・有田 - 有田哲平（くりぃむしちゅー）
※アゴ田はあだ名
- 放送部員、プールアナウンス担当 - 松浦亜弥
- ナレーション - 岡村隆史（ナインティナイン）
- 水泳部員・矢部 - 矢部浩之(ナインティナイン)
水泳部のエース。水泳大会は寝坊で欠場。
- 水泳部員・増田 - 増田英彦(ますだおかだ)
谷口の幼馴染。
- 増田の本心 - 岡田圭右（ますだおかだ）
応援部員。無駄な応援が仇となる。
- 水泳部員・真戸原 - 真戸原直人（アンダーグラフ）
- 軽音楽部ドラマー・谷口 - 谷口奈穂子(アンダーグラフ)
当ラジオドラマのヒロイン。
- スターター - 石田誠ディレクター

## 特徴・出来事
各パーソナリティの個性がそのまま出ていて、火曜日のくりぃむしちゅーのオールナイトニッポン内では有田がクイズの答えを隠さずに言ってしまった。上田からは「クイズの意味ねえよ。」とつっこまれていた。

## あらすじ
校内のマドンナ的存在で、軽音楽部所属の「アンダーグラフ」というバンドのドラムをしている谷口が「今度の水泳大会で優勝したら、デートしてあげる」と発言した事から始まるストーリー。

## 正解キーワード
- 2006年8月28日（月曜日）「落語研究会」（Q.昇太の元所属部活）
- 2006年8月29日（火曜日）「顎（アゴ）田」（Q.有田の役名）
- 2006年8月30日（水曜日）「私、矢部くんの事が好き」（Q.松浦が最後に言ったセリフ）
- 2006年8月31日（木曜日）「石田誠」（Q.水泳大会のスターター）
- 2006年9月1日（金曜日）「出た!」(Q.岡田がよく言っていた言葉)
- 2006年9月2日（土曜日）「軽音楽部」（Q.アンダーグラフの所属部）

| スタブアイコン | サブスタブ | この項目は、まだ閲覧者の調べものの参照としては役立たない、ラジオ番組に関連した書きかけの項目です。この項目を加筆・訂正などしてくださる協力者を求めています（P:ラジオ/PJ:放送番組）。 |